# Клонмор (Типперэри)
Клонмор (англ. Clonmore; ирл. Cluain Mhór / Cluain Mór) — деревня в Ирландии, находится в графстве Северный Типперэри (провинция Манстер) у трассы R433.